# Institut für Islamfragen

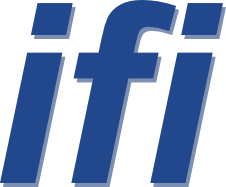
Logo

Das evangelische Institut für Islamfragen (IfI) ist ein Netzwerk von Islamwissenschaftlern und wird von den Evangelischen Allianzen in Deutschland, in Österreich und in der Schweiz getragen. Das Institut bietet Informationen über den Islam aus evangelikaler Perspektive.
Das Institut für Islamfragen wurde am 19. Oktober 1999 von der Lausanner Bewegung Deutschland gegründet. Es ist ein selbständiges Werk innerhalb der deutschsprachigen Evangelischen Allianzen.
Das Institut bietet online ein umfangreiches Fatwa-Archiv, Artikel zum Thema Islam und ins Deutsche übersetzte Originalstimmen aus der arabischen und türkischen Presse. Zweimal jährlich wird die deutsch-englische Fachzeitschrift „Islam und Christlicher Glaube/Islam and Christianity“ herausgegeben, in der Autoren aus zahlreichen Ländern schreiben. Das IfI publiziert darüber hinaus Bücher und Sonderdrucke, unterhält eine aktuelle Webseite und bietet auf Anfrage Seminare und Fachvorträge an.
2023 löste Detlef Blöcher den bisherigen Vorsitzenden Frank Hinkelmann ab, stellvertretender Vorsitzender ist Dietmar Schwarze. Weitere Mitglieder des Vorstands sind der Islambeauftragte der Evangelischen Landeskirche in Württemberg, Friedmann Eißler, die Islamwissenschaftlerin Esther Schirrmacher sowie der Theologe und Islamwissenschaftler Heiko Wenzel. Wissenschaftliche Leiterin des Instituts ist Christine Schirrmacher.

## Veröffentlichungen

### Sonderdrucke
1. Ursula Spuler-Stegemann. ... in Verantwortung vor Gott und den Menschen
2. Walter Schmithals. Zum Konflikt zwischen dem Islam und dem „Westen“
3. Christine Schirrmacher. Offene Fragen zum islamischen Religionsunterricht
4. Christine Schirrmacher. Herausforderung Islam – Sind wir darauf vorbereitet?
5. Eberhard Troeger. Islam oder Islamismus? Argumente zu seiner Beurteilung
6. Christine Schirrmacher. Ist Multi-Kulti am Ende? Keine Alternative zur Wertediskussion
7. Albrecht Hauser. Wirklich kein Zwang im Glauben? Religionsfreiheit und Menschenrechte aus islamischer Sicht – eine theologische Betrachtungsweise
8. Rolf Hille. Menschenrechte und Islam – Ist der „Kampf der Kulturen“ vorprogrammiert?
9. Christine Schirrmacher. Ehrenmorde zwischen Migration und Tradition: Rechtliche, soziologische, kulturelle und religiöse Aspekte
10. Carsten Polanz. Islam im Internet
11. Carsten Polanz. Antworten auf die wichtigsten Fragen zur Scharia
12. Christine Schirrmacher. Arabischer Frühling, „Islamischer Staat“ (IS), Christen in Nahost und die Suche nach einer politischen Zukunft

### Zeitschrift Islam und christlicher Glaube
- Islam und christlicher Glaube

### Weitere Publikationen
- Artikel zu Einzelthemen
- Umfangreiches Fatawa-Archiv